# Distrikt Yunga
Der Distrikt Yunga liegt in der Provinz General Sánchez Cerro in der Region Moquegua in Südwest-Peru. Der Distrikt wurde am 19. März 1965 gegründet. Er besitzt eine Fläche von 111 km². Beim Zensus 2017 wurden 941 Einwohner gezählt. Im Jahr 1993 lag die Einwohnerzahl bei 658, im Jahr 2007 bei 1570. Die Distriktverwaltung befindet sich in der 3571 m hoch gelegenen Ortschaft Yunga mit 590 Einwohnern (Stand 2017). Yunga befindet sich 61 km nordnordöstlich der Provinzhauptstadt Omate.

## Geographische Lage
Der Distrikt Yunga liegt an der Südflanke der Cordillera Volcánica zentral in der Provinz General Sánchez Cerro. Der Río Tambo fließt entlang der nordwestlichen Distriktgrenze nach Südwesten.
Der Distrikt Yunga grenzt im Südosten und im Süden an den Distrikt Lloque, im Nordwesten an den Distrikt Ubinas sowie im Nordosten an den Distrikt Ichuña.